# Große Synagoge von Rom

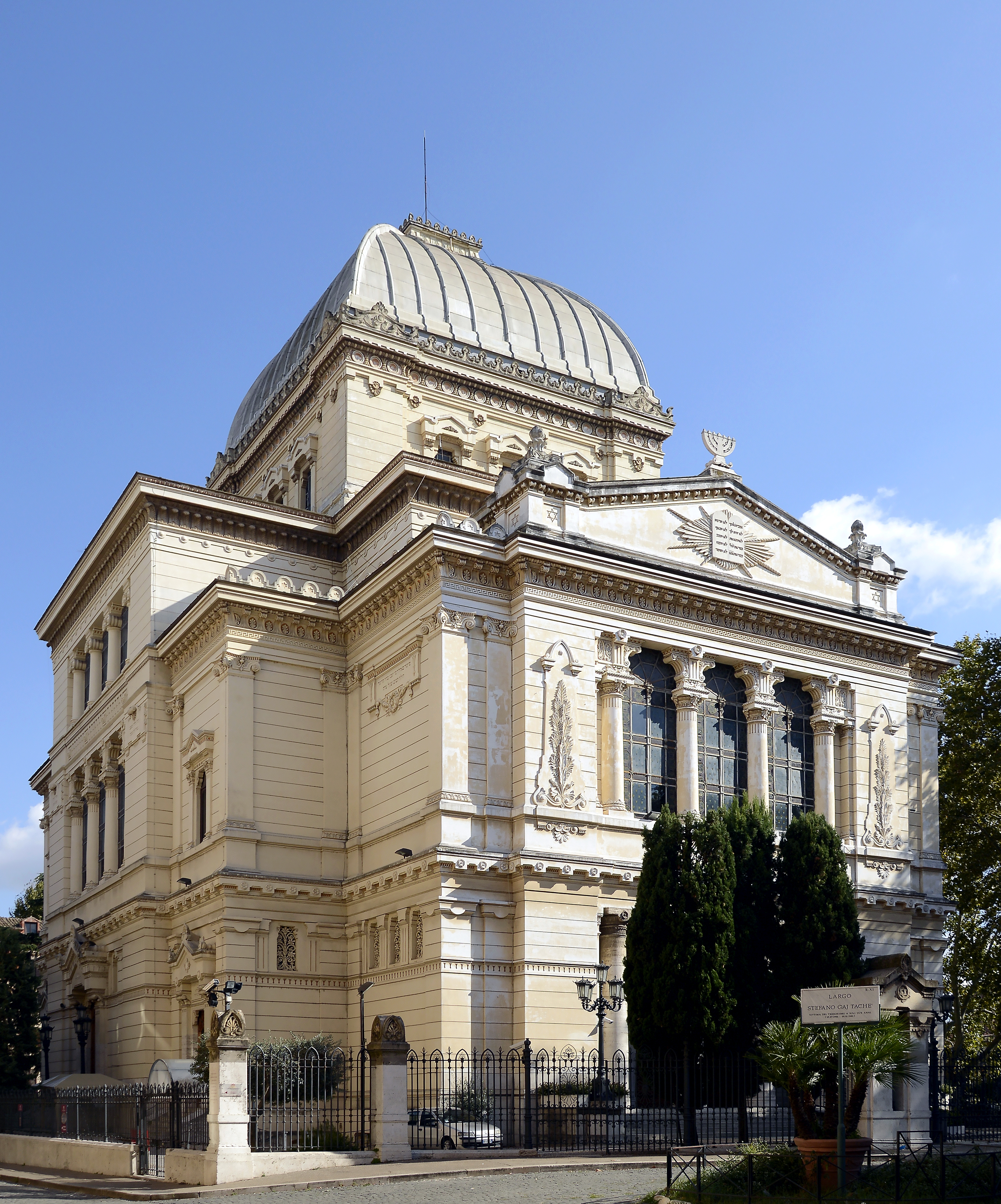
Vorderansicht der Großen Synagoge

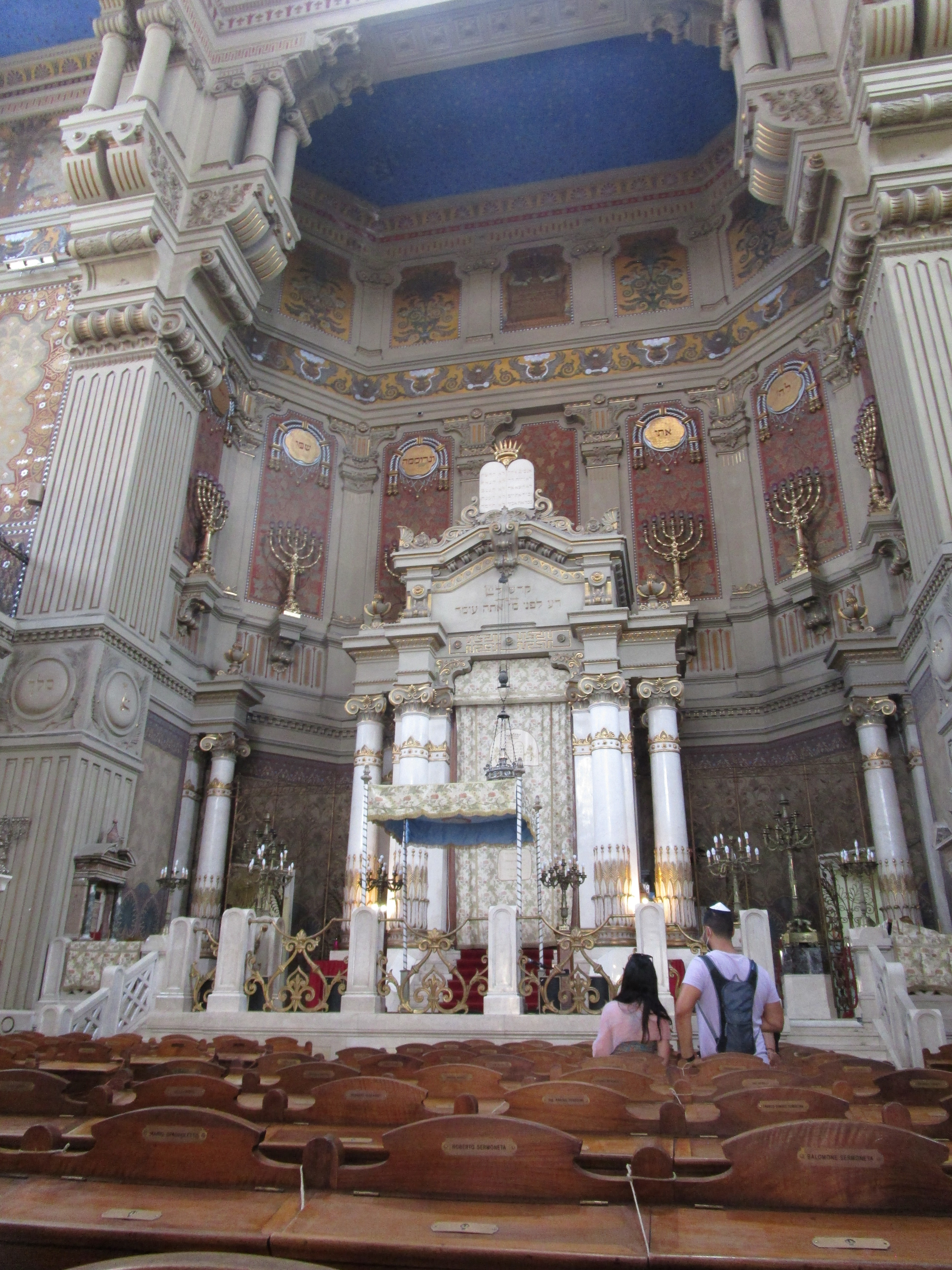
Innenansich Thoraschrein

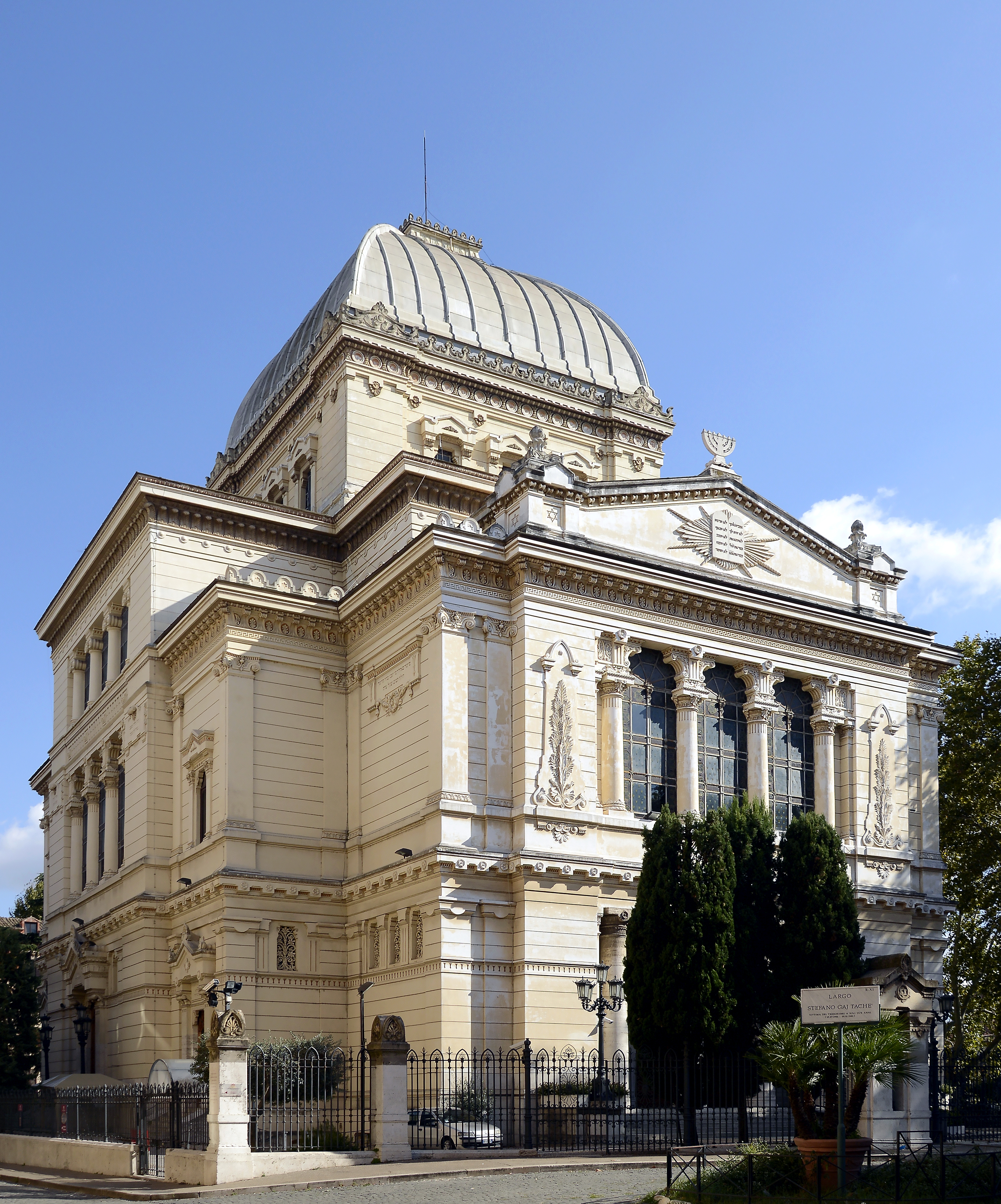
Vorderansicht der Großen Synagoge

Die Große Synagoge von Rom (italienisch Tempio Maggiore di Roma) ist die größte Synagoge in Rom. Der historistische Bau in Form eines griechischen Kreuzes mit weithin sichtbarer Kuppel wurde von 1901 bis 1904 an der Stelle des früheren römischen Ghettos errichtet. Er gilt als Symbol der Emanzipation der Juden in Rom und der Annäherung zwischen Päpsten und Judentum nach 1945.

## Vorgeschichte und Planung

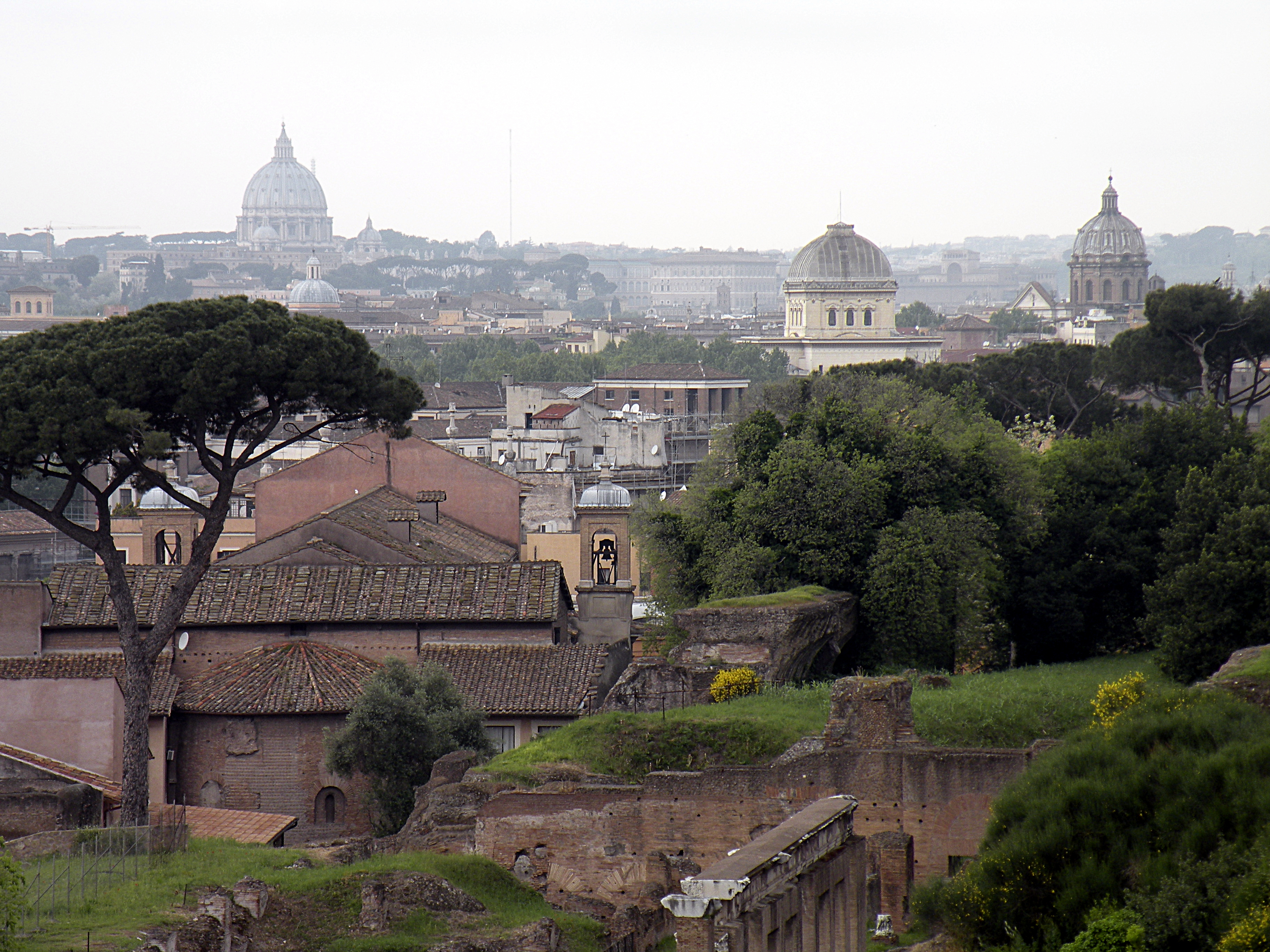
Blick vom Palatin über Rom mit der Synagogenkuppel zwischen Petersdom, im Vordergrund die Apsis von Sant’Anastasia al Palatino

Nach der Einigung Italiens und der Eroberung Roms 1870 und der rechtlichen Gleichstellung der Juden mit den italienischen Bürgern wurde das alte römische Ghetto aufgehoben und 1885 weitgehend abgerissen. Die fünf alten Scole (Synagogen) blieben zunächst bestehen. Im Jahr 1888 kauften die Juden ein Grundstück zur Errichtung einer Synagoge und schrieben 1889 einen Bauwettbewerb aus. Diesen Wettbewerb gewannen zwei Entwürfe – einer von Attilio Muggia und einer von Vincenzo Costa und Osvaldo Armanni.
Muggias Entwurf sah ein zweitürmiges, vierstöckiges Gebäude mit vielen Ornamenten vor, das Elemente in herodianischen, phönizischen, assyrischen, byzantinischen und arabischen Stilformen beinhaltete. Diese sollten daran erinnern, dass sich Juden sich im Exil immer an ihre Umgebung anpassten. Costas und Armannis Entwurf bestand aus einer fünfschiffigen Basilika, die von dem hohen Mittelschiff zu den niedrigeren äußeren Seitenschiffen abfiel. Die Form sollte die eines griechischen Kreuzes sein. Die Fassade sollte schräg – wie bei einem ägyptischen Pylon – ansteigen.
Nach einem Brand in den fünf alten Scole 1893 wurde dieses Gebäude mit einem Teil der Gelder für den Bau der neuen Synagoge renoviert, die daraufhin um ein Drittel gekürzt wurden. Auch das Grundstück wird daraufhin verkleinert. Die Gewinner des Bauwettbewerbs wurden aufgefordert, einen weiteren Entwurf einzureichen. Dieser Aufforderung kamen nur Costa und Armanni nach, die den Entwurf für die heutige Synagoge lieferten. Sie war kleiner als die ursprünglichen Entwürfe, aber wurde im Stadtbild gut sichtbar errichtet und war ein „Symbol für die vom Ghetto befreite, emanzipierte und selbstbewußte römisch-jüdische Gemeinde“.

## Beschreibung

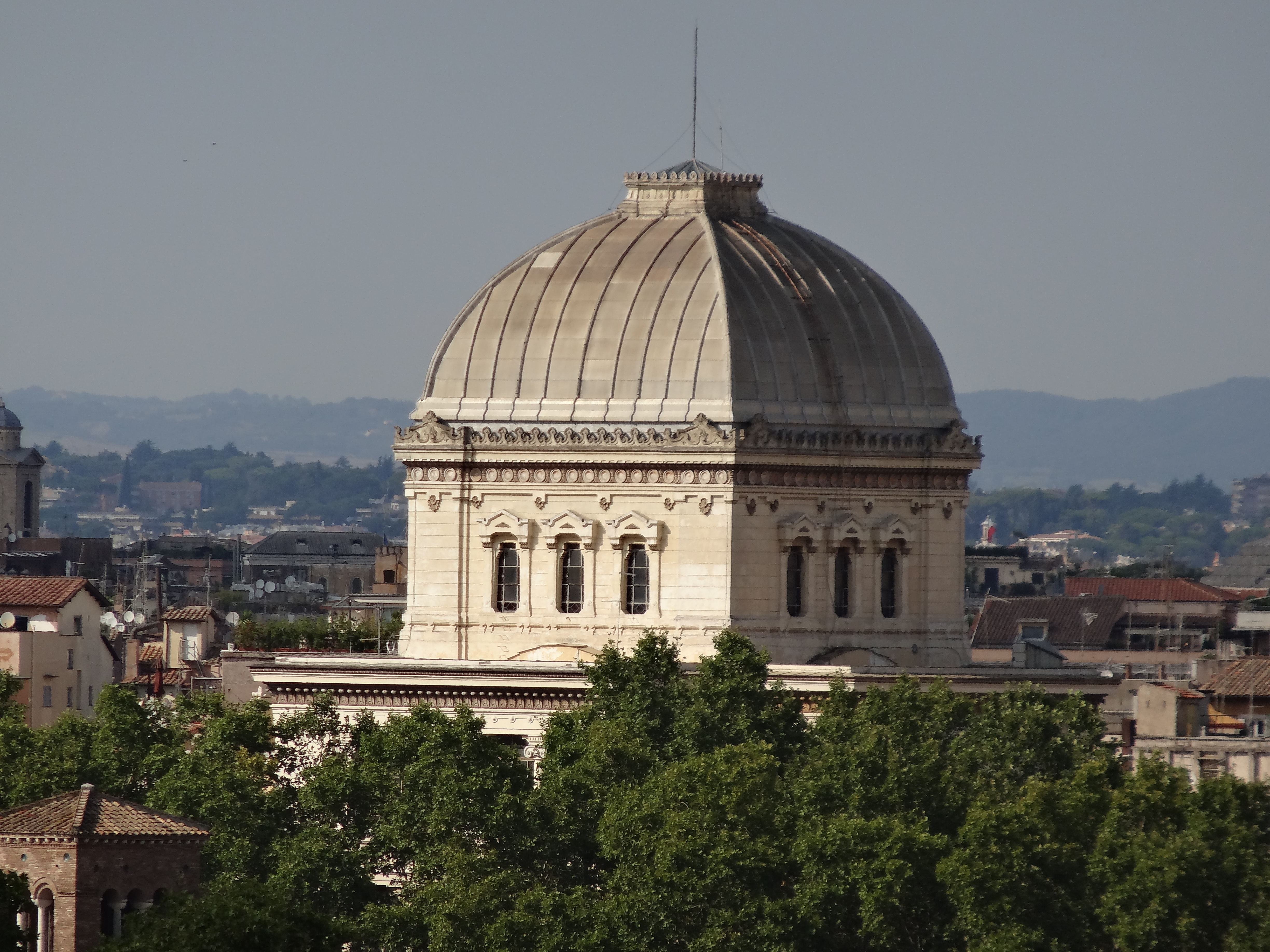
Kuppel der Synagoge

Der sandfarbene Bau hat die Form eines griechischen Kreuzes und wurde unter Verwendung eklektizistischer und historistischer sowie assyrisch-babylonischer und ägyptischer Stilmittel gestaltet. Die Kuppel besteht aus Aluminium und hat als einzige der Stadt eine viereckige Grundform, was sie in der Stadtsilhouette hervorhebt. Der Innenraum ist mit geometrischen und floralen Ornamenten nach Entwürfen von Annibale Brugnoli und Domenico Bruschi ausgemalt. Die Glasfenster stammen von Cesare Picchiarini. An den Seiten, außer an der Ostwand, befinden sich Frauenemporen. In den Seitenschiffen sind zwei Toraschreine aus farbigem Marmor aus den alten Synagogen aufgestellt. Die Bima befindet sich am östlichen Ende des Mittelschiffs. 
Im Untergeschoss befindet sich ein Museum zur Geschichte der Juden in Rom sowie eine kleine weitere Synagoge, der Tempio spagnolo. Er führt die spanische Tradition der Scola Catalana und der Scola Castigliana fort, der Synagogen im Ghetto, die dem sephardischen Ritus folgten. Auch der Tempio spagnolo enthält als Ausstattung Stücke der alten Ghettosynagogen.

## Orgel
Die Synagoge besitzt eine von den Brüdern Rieger, damals in Jägerndorf (Schlesien), im Jahr 1904 gebaute Orgel. Das Instrument hat 17 Register auf zwei Manualwerken und Pedal und ist im symphonisch-romantischen Stil disponiert. Die Trakturen sind pneumatisch. Die Orgel wurde zuletzt in den Jahren 2010 bis 2011 von der Orgelbaufirma Alessandro Giacobazzi (Modena) restauriert.
| I Grand' Organo C–g3 |                |       |
| 1.                   | Principale     | 8′    |
| 2.                   | Bordone        | 16′   |
| 3.                   | Viola di gamba | 8′    |
| 4.                   | Flauto conico  | 8′    |
| 5.                   | Coperto        | 8′    |
| 6.                   | Ottava         | 4′    |
| 7.                   | Flauto di tubo | 4′    |
| 8.                   | Mistura IV     | 2 ⁄3′ |

| II Recitativo C–g3 |                     |    |
| 9.                 | Principale di viola | 8′ |
| 10.                | Flauto di tubo      | 8′ |
| 11.                | Salicionale         | 8′ |
| 12.                | Voce celeste        |    |
| 13.                | Fugara              | 4′ |

| Pedale C–f1 |              |     |
| 14.         | Violone      | 16′ |
| 15.         | Subbasso     | 16′ |
| 16.         | Basso ottavo | 8′  |
| 17.         | Cello        | 8′  |

## Ereignisse
Am 9. Oktober 1982 wurde von palästinensischen Terroristen ein Anschlag mit Handgranaten verübt, während die Besucher am Sabbatmorgen die Synagoge verließen. Dabei kam ein zweijähriger Junge ums Leben, 37 Personen wurden verletzt.
Die Synagoge ist ein symbolischer Ort in der Annäherung der Päpste an das Judentum nach 1945. Papst Johannes XXIII. hielt unangekündigt am Morgen des 17. März 1962, einem Samstag, vor der römischen Synagoge an, ließ das Verdeck seines Wagens öffnen und segnete die herausströmenden Juden. Der künftige Rabbiner Elio Toaff erinnerte sich später, dass „nach einem Augenblick verständlicher Verwirrung die Juden ihn umringten und ihm begeistert applaudierten. In der Tat war es das erste Mal in der Geschichte, daß ein Papst die Juden segnete, und dies war vielleicht die erste echte Geste der Versöhnung.“ An diese symbolische Geste knüpfte ausdrücklich Papst Johannes Paul II. an, als er als erster Papst überhaupt eine Synagoge betrat: Er besuchte sie am 13. April 1986, hielt eine Ansprache und betete gemeinsam mit dem Großrabbiner Elio Toaff. Besondere symbolische Kraft hatte in den Augen des Kardinals Kurt Koch, dass die Begegnung mit einer Umarmung des Papstes und Toaff endete. Das Ereignis ist laut dem Historiker Georg Schwaiger „in der ganzen Welt als außerordentliches Zeichen der Versöhnung gewertet“ worden. Zum hundertsten Jahrestag der Einweihung der Synagoge 2004 schrieb Johannes Paul II. in einer Grußbotschaft, sein Besuch 1986 sei „eine Umarmung zwischen Brüdern“ gewesen, „die sich nach langer Zeit, in der es an Unverständnis, Ablehnung und Leid nicht fehlte, wiedergefunden haben.“ Als zweiter Papst besuchte Benedikt XVI. die Synagoge am 17. Januar 2010 und besichtigte auch das Museum. Genau sechs Jahre später, am 17. Januar 2016 besuchte Papst Franziskus den „Tempio Maggiore“.